# Luca Tessadrelli
Luca Tessadrelli (Brescia, 10 luglio 1963) è un compositore italiano. Insegna composizione al Conservatorio di Parma.

## Biografia
Adolescente, intraprende gli studi musicali in pianoforte con la madre. In seguito per sei anni suona il flauto tenore barocco nei Piccoli Musici di Brescia ed entra al Conservatorio di Brescia studiando flauto traverso sotto la guida di Bruno Cavallo (II flauto del Teatro alla Scala di Milano) e composizione con i maestri Umberto Benedetti Michelangeli, Elisabetta Brusa, Sandro Perotti, Gilberto Serembe, Giorgio Mezzanotte, Antonio Giacometti e Paolo Ugoletti.
Inizia presto a comporre: del 1980 è il Concerto per pianoforte e orchestra (da un tema sacro). Durante il periodo di leva suona e dirige la Banda militare del Distaccamento di Torino, scrivendo una fantasia bandistica su musiche napoletane, romane e fiorentine. Dopo gli studi di composizione e analisi orchestrale al Conservatorio di musica di Milano con Azio Corghi e Nicola Samale, vince il primo premio al Concorso di Composizione Sinfonica "Valentino Caracciolo" di Roma con il brano Quattro posludi (1991) e il secondo premio con menzione di merito alla Tribuna Internazionale dei Compositori a Parigi con il brano A Nocturnall upon S. Lucie's Day (1993).
Compone la colonna sonora del film Nostos di Franco Piavoli, con un particolare rapporto musica-immagini, in seguito indicato a livello critico da Carlo Annoni come aspetto importante del compositore nel suo creare per arti figurative. Per quest'opera riceve un premio dal Ministero della Cultura italiano. Nel 2020 la partitura integrale della colonna sonora è stata pubblicata in appendice al libro Il cielo, l'acqua e il gatto. Il cinema secondo natura di Franco Piavoli di Filippo Schillaci (Artdigiland, 2020).
Diverse le collaborazioni per orchestrazioni ed elaborazioni di opere teatrali, e per la RAI. Per la stagione 1997/1998 del Teatro Regio di Parma ha curato una nuova strumentazione dell'opera Hansel und Gretel di Engelbert Humberdinck per la regia di Lorenzo Arruga; l'opera è ripresa nel 2016 dal Maggio Musicale Fiorentino. Nel 2011 cura la ricostruzione e l'orchestrazione dell'opera Das Vater Unser op. 50 del compositore russo-tedesco Georg von Albrecht, eseguita in prima mondiale nel maggio 2011 al Diaghilev Festival Opera Ballet di Perm (Russia). Nel 2015, su commissione degli Amici della Lirica di Piacenza, cura l'edizione critica del dramma lirico in 4 atti Pier Luigi Farnese di Costantino Palumbo su libretto di Arrigo Boito.
Nel 2013 su commissione della Mg_Inc Orchestra compone Cantu Smaraudu, per viola da gamba, arpa, orchestra d'archi e percussioni, eseguito con successo a Parma presso l'Auditorium del Carmine.
Nel 2020 riscuote vivo successo, a Toscolano Maderno, in occasione del restauro dell'organo Damiani 1822 - Tonoli 1886, il brano per organo Lotta tra Jacob e l'Angelo, eseguito da Gerardo Chimini.
Nel 2023, per la Rassegna "I colori dell'aria 3", a Bergamo, chiesa di S. Nicola ai Celestini, è eseguito, in doppia esecuzione, il brano Et, et, et... Rebus dal Vagues Saxophone Quartet. Nel 2024 per i duecento anni dalla nascita di Bedrich Smetana compone il brano Mold-Aves. Sulle tracce di un antico codice intervallare, per sette esecutori itineranti (due pianoforti e tastiera elettronica). Nel febbraio 2025 la NCI Music (Compagnia Nuove Indye) di Roma pubblica il CD di musiche di Tessadrelli dal titolo Cronovisioni Spiraliformi (pianista Giulia Pomarelli).
Molto apprezzate le sue composizioni di genere sacro tra cui l’opera-oratorio Filippo, uomo di Luce, per soli, coro e orchestra, l’oratorio Ludovico Pavoni, diario di Dio, per tenore, basso, doppio coro, archi, arpa e organo; Officina Dei, per coro misto e pianoforte (2016).
Nel mese di marzo 2025 è invitato in Cina dalla Shenzhen University, la Xinghai Conservatory of Music, la Macau University of Science and Technology, il Guangdong Teachers College of Foreign Language and Arts, la Guangdong University of Technology, in qualità di compositore, relatore e pianista. Nell'occasione è stato nominato membro onorario del Guangdong Teachers College of Foreign Language and Arts.
Tra gli scritti si segnalano Modelli matematici della comunicazione musicale nel pensiero di Giovanni Melzi (La Scuola, 1995), frutto degli studi sul rapporto tra mente, musica ed elaborazione elettronica, e L'elaborazione colta di canti popolari. Analisi musicale e simbolismo. Folk Songs di Luciano Berio (Brescia, Aldebaran, 2017).

## Allievi
Nelle sue classi hanno studiato, tra gli altri, Pietro Magnani, Giacomo Fossa, Fabio Ciaponi, Alberto Gazzina, David Cavatorta, Daniel Espen, Luca Sutto, Giacomo Gozzini, Giuseppe Vaccaro, Matteo Rubini, Andrea Cassano, Leonardo "Leo" Pontremoli

## Composizioni (selezione)[23]

### Sinfonie
- Sinfonia n. 1 “La Croce e l’Angelo”, 1998
- Sinfonia n. 2 “Trepidatio”, 2005
- Sinfonia n. 3 “Degli scarti”, 2007

### Musica per orchestra e orchestra d'archi
- Omaggio a Ravel, per archi, 1979
- Concerto per pianoforte e orchestra (da un tema sacro), 1980
- Concatenazione I, per orchestra, 1983
- Geometrie contrappuntistiche per orchestra d’archi, 1985
- Repercussio modalis, per pianoforte e orchestra a pizzico, 1989
- Dimensione onirica, per orchestra d’archi, 1990
- Quattro posludi, per orchestra, 1991 (1° premio alla prima edizione del Concorso di Composizione Sinfonica “Valentino Caracciolo" di Roma)
- Senex et puer, per orchestra, 1993
- Post nubila Phoebus, per orchestra d’archi, 1994
- Cantu smaraudu. Musica per Myriam e Guido, per arpa, viola da gamba, orchestra d'archi e percussioni, 2013
- 12 variazioni sopra un tema di Ross Quaresmini, per grande orchestra, voce narrante e danzatrice sufi, 2014
- Concerto (le due anime), per violoncello e orchestra
- 15/04/2019: Remote Sacred Fire, per orchestra sinfonica, 2019

### Musica da camera e per strumento solista
- Settimino per flauto, clarinetto, quartetto d’archi e arpa, 1981
- Tre citazioni dal Cantico dei Cantici, per due soprani e quintetto d’archi (dedicato ad Azio Corghi), 1990
- Musica frattale, per pianoforte ed elaboratore elettronico, 1992
- A Nocturnall upon S. Lucie's Day, per 5 voci femminili, flauto, violoncello e arpa, 1993 (2° premio con menzione di merito alla Tribuna Internazionale dei Compositori di Parigi)
- Variazioni sulla Bellezza, per elettronica, 1996
- Nuovi Antichissimi Mondi (Ballate del canto invisibile), per pianoforte, 1999
- 5 Mirmecodanze, per pianoforte, 1999
- Reserare Portas, per soprano, controtenore, tenore, basso ed elettronica, 2001
- Tango vigoroso, per violoncello e pianoforte, 2017
- Sequenza Glassarmonica, per soprano e pianoforte, 2019
- Lotta tra Jacob e l'Angelo, per organo, 2020
- Et, et, et... Rebus, per quattro sassofoni, 2023
- Mold-Aves. Sulle tracce di un antico codice intervallare, per sette esecutori itineranti (due pianoforti e tastiera elettronica), 2024
- 4 dialoghi, per violoncello solo

### Opere, oratori e cantate
- Kamillo Kromo, opera per bambini, 1990
- Eliot’s Cantata. Solstitio brumali (The time of tension between dying and birth), per soprano, mezzosoprano, contralto, violoncello e arpa, su testi di Thomas Stearns Eliot, 1994
- La Messa della Misericordia, opera sperimentale per 15 attori-cantanti ed elettronica, 1995
- Il viaggiatore innamorato (Parsifal alla ricerca del Sé), cantata esoterica, 1996
- Stabat Mater I, per coro misto a otto voci e orchestra da camera, 1999
- Stabat Mater II, per soprano, contralto, tenore, basso ed elettronica, 2000
- Filippo, uomo di Luce, per soli, coro e orchestra, 2007
- Ludovico Pavoni, diario di Dio, per tenore, basso, doppio coro, archi, arpa e organo
- Inaccessibile Luce, cantata in sette parti per voce narrante, tenore, flauto, oboe, clarinetto, corno e fagotto, 2011
- Il dolore e la Bellezza, opera in due atti, 2015
- Officina Dei, per coro misto e pianoforte, 2016
- Missa “Initiati Canunt”, per coro misto, solisti del coro e piccola orchestra, 2017
- S. Angela Merici, mistero in tre parti, per due voci narranti, soli, coro di voci bianche, coro di voci virili e piccola orchestra

### Musiche di scena e per immagini
- Il gioco del diablo, musiche di scena (Milano, Centro ricerche teatrali, regia di Claudia Botta) 1990
- Nostos. Il ritorno, regia di Franco Piavoli

### Orchestrazioni ed elaborazioni
- Tirsi e Clori, orchestrazione ed elaborazione da Monteverdi, 1996
- Hansel und Gretel. Fiaba in un atto di Adelheid Wette, musica di Engelkbert Humperdinck. Rifacimento drammaturgico e versione ritmica di Lorenzo Arruga dalla nuova traduzione italiana di Carla Moreni. Nuova strumentazione di Luca Tessadrelli. Parma, Teatro Regio, 27 febbraio 1998 (stagione lirica 1997/1998).
- Das Vaterunser. Musica di Georg von Albrecht. Ricostruzione e orchestrazione di Luca Tessadrelli. Prima esecuzione: Perm, Diaghilev Festival Opera Ballet, 2011

## Discografia (selezione)[24]
- 1980-1990. Opere pianistiche di Luca Tessadrelli, Quadrivium, 1990
- Tre citazioni dal Cantico dei Cantici, 1989-1990, Casa musicale Sonzogno
- A nocturnall upon S. Lucie's day, Musica Sacra del '900, Quadrivium, 1992
- Musica sacra del '900. Britten, Jolivet, Tessadrelli, Quadrivium, 1992
- Flatus Vocis (Balletti e Intermezzi metropolitani), Casa musicale Sonzogno, 1992
- Il viaggiatore innamorato, Ordre Monastic d'Avalon e Associazione Parsifal, Brescia, 1996
- Reserare Portas, Roccavignale, Portas (2001)
- Nuovi Antichissimi Mondi (2001), GAM Edizioni, 2001
- Filippo, uomo di Luce - CD Congregazione S. Filippo Neri (Brescia), 2007
- Musiche per la strage ("Ab omni malo, libera nos"), Casa della Memoria, 2007
- "Sarà un progresso", tornando a Verdi - Liriche al Verdi fanciullo, Edizione Diabasis, 2010
- Cantu Smaraudu -  CD e DVD, 2013
- Tango vigoroso. Monte VI de ovest, Duo Milontas, Heidelberg, Artesanitas, 2017
- IV Sonata e Studi Metropolitani -  CD ARCHETIPI, Daniel Espen, pianoforte, 2014
- Aula 24 - Cronovisioni spiraliformi - Giulia Pomarelli, pianoforte, CD Clessidra 01, 2020